# セブンスドラゴンIII code:VFD
『セブンスドラゴンIII code:VFD』（7th Dragon III code:VFD）は、セガゲームスより2015年10月15日に発売されたニンテンドー3DS用ゲームソフト。

## 概要
セガのファンタジーRPG『セブンスドラゴンシリーズ』の通算第4作。第1作から続く世界観・ストーリーの完結編としており、過去・現在・未来のそれぞれの世界を巡る物語が展開される。スタッフ構成は『セブンスドラゴン2020-II』までのものから変更されており、続投スタッフはキャラクターデザインの三輪士郎やコンポーザーの古代祐三、メインシナリオライターの与田想など一部に留まっている。
本作では前作までと違い戦闘は3人×3チーム（基本戦闘は前衛3人）で行われる。

## ストーリー
時は、西暦2100年。二度に渡る真竜との戦いが終わり、東京は無事に平和を取り戻した。80年の月日が経ったそこは、ついに竜襲来以前の文明レベルにまで立ち返ろうとしていた。そんな中、ノーデンス・エンタープライゼスでは、80年前の竜襲来時を模倣して作ったバーチャルリアリティアトラクション『セブンスエンカウント』が人気を集めていた。
主人公はひょんなことからチケットを持っていたミオと共に、時代を超えて竜を狩る新しい物語が始まるとも知らず、セブンスエンカウントに参加することになる。

## 世界
東京
2度の真竜の襲撃を退け、80年の年月をかけた結果ようやく安定を見せた西暦2100年(本作中ではUE77年)の「現代」。
日本政府は事実上統治能力を失い、直接真竜の攻撃を受けた事がある国会議事堂は立ち入り禁止区域と化してしまっている。代わりに国際自衛軍「ISDF」が実質の統治を行っている。
アトランティス
今から1万2000年前に当たる紀元前1万年の「過去」。
大西洋の海洋上に「星晶石」と呼ばれる特殊な鉱石を動力源にして成立した海洋国家であり、独自の種族「ルシェ」が繁栄を見せている。
一方で首都「アトランティカ」に住む上層民と、低層区「クラディオン」に住む下層民には少々いざこざが見られる。
本来の歴史では第3真竜ニアラの襲撃で崩壊しニアラを道連れに自爆する運命にあったが、13班の介入によりその歴史は大きく変化する。
海に沈んでしまう点こそ変わらないものの、自爆を行わなかったためか遺跡として形を残し、後世に本来の歴史では存在しないはずの場所に現れることになる。
エデン
今から5000年後に当たる西暦7000年の「未来」。初代「セブンスドラゴン」(西暦6900年)から100年後の世界。
現在とは異なる方向に科学技術や生活様式が発展している。現在よりも過去を匂わせるのはナガミミ曰く「文明は輪廻する事もある」かららしい。
過去に2体の真竜の襲撃を受けたが、ハントマンの手で撃退されている。
しかしその戦いからも時が流れ、ある真竜を倒すために竜殺剣に封じた第6真竜ヘイズが封印から解き放たれてしまう。

## 登場人物

### 東京
主人公
本作のプレイヤーキャラ。名前・外見・性別・声優・職は自在に設定することが可能。
ひょんな事からゲーム「セブンスエンカウント」に挑戦し、その中で「竜を狩る者」としての資質を見出された事からアリーの意向で竜討伐チーム「13班」として活動する事になる。初めは帝竜にすら苦戦する程の腕だったが、戦いの中で真竜すらも屠る程凄まじい能力を身に付けていく。
実は竜斑病に適応した数少ない存在であり、第7真竜セブンスドラゴンになりうる候補者。驚異的な成長スピードも竜斑病に適応した結果であった。
最終的にナグモ博士の開発した「シン・ドラゴンクロニクル」により、六真竜の情報と過去・現在・未来の世界を統合させて創った「無の世界」にて主人公と別個の存在として顕現したVFDを倒し、主人公が竜と人間に纏わる因果関係を否定したことで、再構築された世界からは全ての竜に関する情報が抜け落ちる事になった（結果主人公・ナガミミ・ミオ以外は元の世界の記憶を失っている）。
今回の外見は96種類（職8種類×性別2種類×色3種類×外見2種類）存在する。
ミオ／那雲 澪（ナグモ ミオ）
声 - 豊崎愛生
主人公（13班）が最初に出会った少女。14歳。
謎の病気「竜斑病」に罹っている為身体能力こそ優れていないが非凡な知能と解析力を持っており、ゲーム「セブンスエンカウント」に挑戦しにノーデンスへとやってきた主人公をサポートする。後に「13班」として活動することになった主人公達のナビゲーターとなる。
実はヨリトモとNAV.の一人であるミハルの間に生まれた娘。非凡な解析力も母親譲りだが、NAV.特有の体の弱さも引き継いでしまっている。
ノーデンスの全生命滅亡の際はナグモ博士が作ったワクチンに加え、父親であるヨリトモに庇われたことで何とか生き残り、ノーデンス討伐に向かう13班をナビするが既に限界が近づいており、千鳥ヶ淵に向かう13班に最後の通信を入れた際に事切れた。しかし、VFDとの決戦で魂だけの姿となってVFDに苦戦する主人公に対して激励の言葉をかけた。
再構築された世界では主人公・ナガミミ以外で唯一改変前の世界の出来事を覚えており、帰還した主人公を出迎えた。
ナガミミ
声 - 小林ゆう
ノーデンス・エンタープライゼスのマスコットとして周知されているウサギのぬいぐるみ。13班のナビゲーターも務める。
見た目こそ可愛いのだが、息を吐くように毒を吐く毒舌家。しかしアトランティスの難民保護を渋々認可するなど根は悪人ではない。
正体は真竜によって滅ぼされた生命の精神集合体で、ヒュプノスに近い存在。しかし彼女たちとは異なり何の力も持たない。
ノーデンスが真の姿を見せる前に行方を晦ますが、「シン・ドラゴンクロニクル」発動後も何故か一人統合されておらず全てを失った13班と同行する。
再構築された世界では人間の少女になっている（ナガミミ曰く「主人公が願ったから」らしい）。また、統合前の事実を主人公・ミオ同様に完全に覚えている。
アリー
声 - 沢城みゆき
ノーデンス・エンタープライゼスのCEO。
独特の口調を備えた人懐こい性格の持ち主。観察眼や決断力にも優れており、主人公の「竜を狩る者」の素質を見抜いたのも彼女である。
対竜計画「Code:VFD」の進行を率先している一方、計画の停止を極度に嫌がる反応を見せる事も。終盤、その正体が判明する。
第2真竜　ノーデンス
アリーの正体であり、通称母なる竜・ND。第一作「セブンスドラゴン」の隠しボスとしても登場している。
その正体を見せるや否や主要メンバーを惨殺、地球上に竜斑病を蔓延させ13班・ミオ・ジュリエッタ・ナグモ博士以外の全生物を死滅させてしまった。
その目的は第7真竜誕生の為に、その素質を持つ人間に自身を殺させる事。その為に自らを殺す為の竜殺剣を自らの元に置いていた。
千鳥ヶ淵での激戦の後二振りの竜殺剣を持った主人公によって斬られ、自身の心臓を捧げ、「Code：VFD」の完成を歓びながら消滅した。
再構築された世界では竜情報が抜け落ちた為に存在していないが、幻影の国会議事堂で復活しており「全ての竜を狩りつくした」主人公達13班に挑戦状を叩きつけた。
専用BGMは東京のテーマ曲である「Re：Vanishment」。
ジュリエッタ
声 - 藤原啓治
ノーデンス・エンタープライゼスの技術セクションリーダー。34歳。
いわゆるオネエ系であり、その仕草は悉くが女性的である。本名は渡真利 十郎太（トマリ ジュウロウタ）。
科学者・生物学者・エンターテイナー全ての資質に優れており、VRゲーム「セブンスエンカウント」を始めノーデンスの技術はすべて彼の開発によるもの。
過去にISDFに所属していたが、自身の竜研究を私欲のために悪用された為に人類に絶望し、上層部と悶着を起こしISDFを追い出され路頭に迷ったところをアリーに拾われた。以後はアリーの計画に協力し、人類の進化を求めるようになる。そのため「Code:VFD」を成就させようとしたが、アリーの正体及び真意は知らなかった。
ノーデンスの全生命滅亡の際も生き残り、この時には人の意志の強さを知ったこともあり己の行為を後悔する。その後半ばで倒れたナグモ博士に代わり「シン・ドラゴンクロニクル」を完成させ、主人公に「世界そのもの」をインストールするが、その際に限界を迎え死亡した。
再構築された世界ではノーデンスの社長になっている。タイムマシンの開発を志しており、アリーの話を聞いた時は覚えてこそはいないが、涙を流す素振りを見せた。
ユウマ／如月 優真（キサラギ ユウマ）
声 - 中村悠一
国際組織「ISDF」に所属するエリート軍人。
自身の能力にプライドを持つがそれを鼻に掛けることはなく、物腰は柔らかな青年。帝竜クラスを一撃で葬る事ができる異様な戦闘能力の持ち主。
実は「ISDF」で開発された「竜を殺すため」の人造人間であり、御年12歳（青年の見た目は成長促進による影響）。自身の能力にプライドを持つのもそれが自分の存在意義である為。その為ならば竜のデータを自らに取り込む「Dインストール」をも甘んじて受ける意思を見せる。
真竜クラスすらも撃破する程腕を伸ばした13班に対して焦りを見せていく。それに対抗するかのように真竜のデータを取り込み、ジュリエッタが本物同様のデータとして準備したニアラすらも一撃で粉砕する規格外の能力を身に付けるがDインストールの副作用に次第に苦しむようになっていく。
主人公に遅れを取りたくないが為に無数の帝竜・真竜のデータを取り込んだ結果暴走し、もはや元の面影を失った姿と化してしまう。
最終的に立ち入り禁止区域となっていた国会議事堂で13班と激闘・敗北し、自らの真の存在意義を見つけ消滅していった。グレイトフルセブンス内最深部のVFDとの決戦ではヨリトモと一緒に魂の姿で主人公に激励の言葉をかけた。
再構築された世界では竜情報が抜け落ちている為、彼も存在しないことになっている。ただしアリー同様「どこかに存在してはいるかもしれない」らしい。
ヨリトモ／頼友 東吾（ヨリトモ トウゴ）
声 - 石塚運昇
ISDF所属の軍人でユウマの上司。42歳。
任務に忠実で厳格な性格であり、軍内での信頼も厚い。一方で「極東にマモノはおらず、いるのはヨリトモと言う名のドラゴンだけ」と囁かれている。
実はミオの父親。ミオの能力を悪用されない為に籍を抹消し、ナグモ博士にミオを託していた。
その後はミオとの接触を避けており彼女との再会を果たした際も素っ気ない態度を見せていたが当の彼女には感づかれており、本人も実の娘に対する情を捨てきれず最後は暴走するユウマから娘を守り死んでしまう。グレイトフルセブンスではユウマ同様に魂の状態でVFDに苦戦する主人公を激励した。
再構築された世界ではミオの籍を抹消した事実が無くなった様子。一方でユウマが存在していないためか、彼の事を忘れてしまっている。
ちなみに得意な料理はチャーハン。漢の味がするらしい。
チカ／橘 散花（タチバナ チカ）
声 - 茅野愛衣
ノーデンスでクエスト・改装を担当する双子の片割れ。
あまりやる気がなく、自身が所属するノーデンスをブラック企業と言って憚らない。
その正体は数万年前に真竜によって滅ぼされた銀河系人類の思念体「コノハナチルヒメ」。
銀河の命運を賭けて殺竜兵器を手に第2真竜に挑むも敗北・捕食され、その魂を使役され続けている。
心臓を抉り出すことで殺竜兵器としての姿を現す。主人公は拒否するも暴走したユウマによって殺害され、殺竜兵器コノハナチルヒメを遺した。
そもそもが数万年前の存在である為、竜の存在しない再構築後の世界には存在していない。
リッカ／橘 立花（タチバナ リッカ）
声 - 瀬戸麻沙美
ノーデンスで商品販売を担当する双子の片割れ。
チカとは正反対の明るい性格の持ち主で、働くことに喜びを感じている。
その正体はチカと共に真竜へ挑んだ戦士の思念体「コノハナサクヒメ」。同じくユウマによって殺害され、殺竜兵器コノハナサクヒメを遺した。
チカ同様、竜の存在しない再構築後の世界には存在していない。
ブラスターレイブン
声 - 石田彰
時折ノーデンスに現れる謎のヒーロー。
その正体は、前2作に登場したムラクモ最後の総長・キリノ／桐野 礼文（キリノ アヤフミ）。既に100歳を超える年齢（2020の際の設定通りならば現在108歳）となっているはずだが、黒のフロワロの後遺症に加え自らの行いにケジメを付けるために全身を義体にしてまで80年の時を生き続け、竜と戦い続けてきた。
義体のためかマモノを倒す力はあるが、最終的にエネルギーが不足し追い詰められることがしばしば。ヒーローとしての振る舞いを心掛ける故か勇敢な面を見せようとするが、相変わらずどこか抜けていて頼りない性格のままである。
本作の隠しボスであり、竜の存在が否定された世界でも存在しようともがき生まれたドラゴンの傍に佇む。
ドラゴンは生命と可能性の始まりであり、殺せば多くの世界から誕生の可能性を奪い、見逃せば悲劇を生む。その処遇に悩み、13班と争う。
ナグモ博士／那雲 三喜夫（ナグモ ミキオ）
ミオの祖父で元ISDF所属。
現在は町医者をしつつ、謎の病気「竜斑病」の研究を続けている。
実は人工生命体の権威なのだが、ユウマへのDインストールに苦言を呈するなど決して心を持たない人間ではない。
ノーデンスの全生命滅亡の際も生き残り、同じく生き残ったジュリエッタと共に「Code：VFD」の対抗策「シン・ドラゴンクロニクル」を完成させようとするが限界を迎え死亡した。
再構築された世界ではノーデンスの医師になっている。他の人物同様に統合前の記憶を覚えていないが、おぼろげながらも主人公と共に戦った事は覚えており、主人公に礼と労いの気持ちを伝えた。
アクツ総司令／阿久津 宗司（アクツ ソウジ）
ISDF極東地区総司令。74歳。
ISDFが世界を統べる事を盲目的に信じており、その為ならば竜災害すらも利用しようとする。
最終的に暴走したユウマの手で撲殺されてしまった。
再構築された世界では「かすかに覚えている」他の人物とは違い、完全に前の世界の出来事を忘れてしまっていた。

### アトランティス
ウラニア／ウラニア・テ・クアンブル
声 - 早見沙織
アトランティスの現女王。16歳。
竜との戦いで力尽きた父に代わりアトランティスの民を導くが、父親の受け売りも多く女王としてはまだ未熟。
当初はタリエリの言うままに滅びの運命を受け容れていたが、幼馴染でもあるエーグルや13班との接触によってニアラに対抗する意思を固め、竜殺剣アトランティスを完成させた。
ニアラ討伐後は国民共々、東京のノーデンスで暮らすことになる。現代とアトランティスの服飾の文化の差異に関して悩む様子などが見られる。
「竜殺剣を完成させられるのは王族だけ」と言う事と過去作の設定から、前作のマリナのベースは彼女である可能性が高い。
エーグル／エーグル・アンドロケス
声 - 梶裕貴
アトランティス下層の私兵団のリーダー。16歳。
アトランティス下層へとやって来た13班及びISDFと戦闘になるが、互いの目的を知り和解・私兵団の戦力を13班に提供してくれる。
ウラニアとは父親が王城で仕えていた頃からの幼馴染であり、エーグル本人も親衛隊長として王城に仕えていた時期がある。
本人の戦闘能力も高く、ISDFとの協力とはいえ帝竜クラス2体を仕留めることが出来る程。
タリエリ／タリエリ・インクァルク
アトランティスの執政官。38歳。
もはやアトランティスにはニアラへ対抗する戦力がないために、ニアラを道連れに国ごと海に沈めて人類の責任を果たそうと考えている。
先王ユレトロの率いた一群が竜殺剣によるニアラ討伐に失敗し戦死したこともあり、当初は13班に取り付く島もない相当な堅物。
しかし13班の活躍やウラニアの決意を聞き考えを改める事になる。
ニアラ討伐後も崩壊寸前のアトランティスに残っており、次第に海に沈み行くアトランティスと運命を共にした様子。

### エデン
エメル
声 - 田村ゆかり
かつて真竜に滅ぼされた生命体ヒュプノスの姉妹、その姉。真竜に対する憎悪の化身でもある。
本作ではギルドの学士長として登場する。突如復活したヘイズを討伐する為13班の協力を受け容れ、人員補強を斡旋する。
しかし妹のアイテルがタケハヤを失ったことで心に変調を来した影響を受けて竜への恨みの感情が制御できず、さらにアイテルもエメルの強まった憎悪を受け止めきれなくなったことで身も心も少しずつ狂っていき、暴走してしまう。
ヘイズを竜殺剣に再封印した際に竜殺剣を強奪してプレロマに逃亡、まるで憑かれたかの如く竜を殺し続けるが、プレロマ奥地にてユウマとの激突の中でアイテルを消滅させてしまった事により遂に真竜として覚醒してしまった。
第4真竜　ヒュプノス
声 - 田村ゆかり、堀江由衣
エメルが真竜として覚醒した姿。
前半分はエメル・後ろ半分は翼と化したアイテルとなっており、二人の胸部をエメルの剣で貫いて繋がったような状態になっている。
憎しみの感情を発散するかの如く強力な毒性を秘めた青いフロワロを猛烈な勢いで周囲にばらまき、サイラスをして「ヒュプノスを討たねばエデンはこのまま滅亡する」とまで言わしめた。
覚醒直後はエメルの自我が辛うじて残っていたが、時間の経過と共にそれらは憎しみに淘汰され、最終的には災禍を振りまく竜となるであろうと自らが語っている。
自らが真竜となったことで「竜」という存在の本質を理解し、その上で13班と激戦を繰り広げたが、最後はヘイズを封印した竜殺剣で斬られた事により元に戻り、13班に竜の悲しみから星を救う事を託して消滅した。
専用BGMはエデンのテーマ曲である「終撃のイグニト」。
サイラス／ナ・サイラスリヒト・シヴィラティカ
声 - 杉田智和
エデンの学都・プレロマ出身の天才星学者。18歳。「エデンの頭脳」と呼ばれている。
研究に対しては貪欲だが、それ故に研究に熱が入って暴走してしまう事も。ネーミングセンスはあまり良くない。
エデンよりも進んだ技術を備える東京の技術をも一瞬で吸収してしまうなど、天才の名は伊達ではない様子。
ブリジルト／ブリジルト・ブレイクニー
声 - 井上麻里奈
エデンのミロス連邦出身の騎士団長。18歳。
武勇に優れ男勝りである一方、素直で面倒見がよく仲間からも慕われている。
その一方、頑固で融通が利かず、また論理的思考という面においてはサイラスやナギリに比べ一歩遅れており、ときどきに「残念なところ」を見せることも。
ナギリ／ナギリ・ナズナ
アイゼン皇国の元軍人、現在はエメルに仕える直属の配下でルシェ。19歳。「～ですの」と言う口調で話す。
やや暴走しがちなサイラスやブリジルトの手綱を握る司令塔の役割を果たしている。
育ての親であるエメルを敬愛し、変調を起こす中でも傍に寄り添うが、それゆえ彼女の暴走に至近距離で巻き込まれてしまい、重傷を負う。

### ????
アイテル
声 - 堀江由衣
かつて真竜に滅ぼされた生命体ヒュプノスの姉妹、その妹。人類に対する愛の化身でもある。
「セブンスドラゴン」で消滅したタケハヤを探し続けるなど正気を失いつつある。
竜殺しに執心するエメルを諭しに現れるが聞き入られず、最後はプレロマの奥地でエメルの剣を受け消滅した。
そもそもがエメルの「竜への憎しみ」の受け皿とも言える存在だった為、彼女が消滅した事によりエメルは真竜として覚醒してしまう。
ドラゴン
今回は「真竜との戦い」が主であり、今まではダンジョンボスの扱いだった「帝竜」は中ボス格扱いとなっている。

### 真竜
第1真竜　アイオト
かつて地球に生命の種を撒いた、いわば人類にとっては神に当たる存在。本体は地球飛来後に何らかの理由で既に死亡し、検体を遺している。
今作では残留思念体として登場する。ローブをまとい、顔は仮面で覆われており素顔は見えない。様々な時代で活動する13班を影からうかがっている。
無の世界「グレイトフルセブンス」において13班の前に直接姿を現し主人公とVFDの統合を促すも拒否され、抗い戦う姿を観察するべく13班を分断しそれぞれを復活したニアラ及びヘイズと戦わせた。しかしこれを返り討ちにした13班と主人公に統合されていたヒュプノスの魂により人間の強さを見届け、遂に人間の力を認めるに至った。
純粋な意味で人間の力を認め、和解に至った真竜はこのアイオトのみである。
第2真竜　ノーデンス
キャラクターの「アリー」参照。
第3真竜　ニアラ
「セブンスドラゴン」及び「セブンスドラゴン2020」の最終ボス。
本作では1万2千年前のアトランティスを襲撃する形で登場。ニアラの襲撃により、アトランティスは自爆による崩壊の憂き目に遭うことになっている。
しかし13班の介入により、ウラニアの手で完成した竜殺剣アトランティスにより斬られ死亡した。本来の歴史とは違う時間軸で死亡した為歴史改変が起き、その後の歴史からニアラの存在が抹消されてしまった（ただし「ある真竜が2020年の地球を襲撃した」と言う事実のみは残った）。
その後「無の世界」グレイトフルセブンズでアイオトの力によって蘇り、分断された13班と相対するも既に13班の敵ではなかった。
ストーリーの都合上、本作では初めて「完全体のニアラ」として登場する事となった。専用BGMは「三竜/狂える真竜ニアラ」のアレンジ。
第4真竜　ヒュプノス
キャラクターの「エメル」参照。
第5真竜　フォーマルハウト
前作「セブンスドラゴン2020-2」の最終ボス。
「2020」における竜の襲撃から一年後、復興の兆しを見せていた東京に襲来し、致死性の高い黒いフロワロを世界にばらまき人類に再び絶望を突きつけた。
本作では既に竜殺剣によって倒されている為、本人は登場せず検体のみの登場となる。
本作の前日譚を描く小説「未完のユウマ」では死した竜を蘇らせるその能力によってか自身も復活し、ISDFによる再討伐作戦が行われている。
第6真竜　ヘイズ
「セブンスドラゴン」以来の登場。
現在判明している真竜の中では一番若く、一人称は「オレ」。言動も粗野で他の真竜に比べ威厳に欠けるが、暴力的な戦闘能力は他の真竜に勝るとも劣らない。
竜殺剣に封印されていたが、その封印が弱まったせいで解放されてしまった。ただし完全解放には至っておらず頭に竜殺剣が剥き出しの状態で刺さっている。
かつてある真竜（本来はニアラだったが、歴史改変の影響で対象は不明）に傷を負わせた「千人砲」を背部に取り込んでいる。
しかしサイラスが東京で開発した「逆流くん」によって力を竜殺剣に逆流させられた結果、再び竜殺剣に封印された。
その後「無の世界」グレイトフルセブンズでアイオトの力によって蘇り分断された13班と相対するも既に13班の敵ではなかった。
専用BGMは存在せず、帝竜戦で使われている「戦場-七の脅威」がそのまま使われている。
第7真竜　VFD
作中で七番目の真竜「セブンスドラゴン」として語られる存在。世界の終焉の際に現れるという、謎に包まれた真竜。現在は「まだ存在しない」。
その正体はドラゴンを狩る事でドラゴンの上に立った生命体が進化する事によって覚醒する存在。覚醒の際に世界そのものと統合される為、事実上世界は無に帰す。
作中では主人公がこの候補となるが、統合を逆手に取った対抗策「シン・ドラゴンクロニクル」によって主人公との間に溝を作られた事により、独立した別個の存在として顕現した（ただしこの影響で世界そのものが主人公に統合される事は避けられず、結果13班は「無の世界」でVFD討伐に乗り出す事になる）。
巨大なフロワロシードを模した第1形態・海生竜を模した第2形態・神々しい白竜の姿をした第3形態が存在する。
口調は機械的で、進化を「理」としそれ以外に対して興味を示さない（第3形態になると口調は人間的になるが思考はそのまま）。
最後の真竜の名は伊達ではなく、倒しても進化と退化を繰り返す為通常の攻撃では倒すことができず、結果13班は消耗を繰り返す事となった。
しかし第1形態に戻った後に、自らと一つになっていた人々の声援を受けた主人公が生み出した「最後の竜殺剣」を投擲され遂に完全撃破・消滅した。
その後、吐き出したエントロピーは主人公の手で新たな世界へと構築されることとなった。

### 帝竜
スペクタス
最初にノーデンスを襲撃してきた帝竜。
逃げ惑う人々を助けようとする主人公(13班)と対峙しこれを退けるが、突如現れたユウマに一撃で倒されてしまった。
しかし完全撃破には至らなかったようで、後に紅杭の塔（トウキョウタワー）に置いて真の力を解放したシン・スペクタスとして13班と対峙することになる。
メイヘム
アトランティスの下層の鍛冶場を占拠している水棲帝竜。
激戦の中13班によって討伐されるが、5000年後（アトランティスの時代から1万7千年後）の世界でも遺跡と化したレデインに亜種であるメイヘムフォシルが生き残っていた。
インソムニア・オルタ、トリニトロ・オルタ、ゼロ=ブルー・オルタ
竜の巣窟と化してしまったプレロマに現れた、かつて2020年代にも現れた帝竜の亜種。13班は隊を分割して3体同時に対処する事になる。

## 用語
竜斑病
2100年の時点で蔓延している病気。
明確な治療法が存在しない不治の病であり、特に症状が風邪に近い為判断が難しい。
実は病気ではなく、第2真竜ノーデンスによる第7真竜の素質を持つ者の選別行為。適応した者は異常な成長を見せる一方、適応できなかった者は死を迎えてしまう。
ノーデンス・エンタープライゼス
東京有明に存在する外資系のゲーム会社。CEOはアリー。今回の拠点に当たる。
大人気ゲームを輩出する有名会社だが、チカ曰く数日の徹夜は当たり前、酷い場合は7徹も行われるほどのブラック企業らしい。
主人公は平時は4階のレストフロアを使用している。前作までと同様、資材を投資する事で改築が可能となる。
セブンスエンカウント
ノーデンスで開発された大人気ゲーム。その人気はプレミアムチケットを入手するだけで3年待ちと言う凄まじいものとなっている。
ゲームは2021年の第5真竜フォーマルハウト襲来時をモチーフに、竜災害を体験しその中で戦うという設定。
その実は「竜を狩る者」の素質を見出すための選定装置である。なお敵の強さの調整も可能で、本編では第3真竜ニアラまでも登場した。
VRゲームとして宣伝されているものの、その正体は過去の東京へ繋がった時空転送ポータル。実際の空間にバーチャルの敵を映し出しゲームとして仕立て上げられている。
仮想体験のはずなのにも関わらずゲームの中の人物を現代に連れてこられたのはそのためである。
13班
今回主人公が所属するチーム。
なお、「13班」の名前は前作までの「ムラクモ13班」にあやかって付けられたものであり、ノーデンスのチームに12班より前のチームが存在するわけではない。
Code：VFD
本作の重要な要素。アリーとジュリエッタが計画を進行している。
来る第7真竜VFDの誕生に備えて、人類をさらなる高みへと進めこれに対抗すると言うもの。完成の為には真竜の検体（無体な言い方をすれば心臓）を6種類集める必要があり、13班は完全な検体を入手する為に過去や未来へ旅立つ事になる。
しかしこれは表向きの理由であり、その真の目的は第7真竜となる人材を選別し、その人間に世界のエントロピーを収束させて世界を再構築させる事である。
竜殺剣
言葉通り、ドラゴンを殺すための兵器。
ドラゴンに対して絶大な威力を誇り、たとえ真竜であろうとも竜殺剣の一撃に耐える事は不可能である。ただし不完全な竜殺剣ではドラゴンを斬れても殺すことはできない(実際にかつての歴史では不完全な竜殺剣でニアラの片翼を落とすことはできたが殺すことはできず、逆に使用者がニアラの反撃で焼き尽くされている)。
完成の為には製作者の「想い」とそれを使う者の「意志」の両方が揃う必要がある。その為竜殺剣が完成しても使える者は限られる。
また「Code:VFD」完成の為に、既に不完全な竜殺剣で斬られたニアラの検体ではなく完全なニアラの検体が必要となった事から、不完全な状態でもドラゴンの内部組織に癒える事の無いダメージを与えられる様子。

## 職業

### 東京
サムライ
唯一の全作皆勤職。攻守のバランスが良く、弱点も少ないオールラウンダー。武器は刀。
本作は新たに「双剣」が武器に加わり、武器毎に別のスキルが割り振られている。この影響で「居合」専用スキルは2種類に削減され弱体化している。
ゴッドハンド
体技と医療に長けた格闘家。前作のデストロイヤーを主軸とし、回復能力を備えた職。武器はナックル。
前作の「デストロイ深度」に相当する「ゴッド深度」を蓄積する事で、強力な技を放つ事が可能となる。回復技の対象は全て単体。
エージェント
前作のトリックスター（銃）とハッカーの特徴を併せ持った特殊諜報員。武器は双銃。
基本的には前作の上記職と特徴は大きく変わっていないが、魔力の方が高く設定されている割にMANAが非常に少なく燃費が悪め。
デュエリスト
マナの力でカードに描かれたマモノ・トラップを具現化する異色の職。武器はカード。
全ての攻撃スキルが毎ターン補充される「手札」に依存する為安定性は全職でも最低の部類だが、特定の条件を満たした際に発動するスキルは爆発的な火力を持つ。

### アトランティス
ルーンナイト
オーラを纏いし魔法騎士。武器はナイフ。チャプター2で解禁される。
全体攻撃や魔法耐性強化など、味方を敵の攻撃から守るスキルを数多く習得する。一方で攻撃面は自らのLIFEを削る技も多い。
フォーチュナー
戦場の占星術師。武器はサイス。チャプター2で解禁される。
主に相手を状態異常にするスキルや、味方を保護する技を習得する。物理火力も低くはないが耐久が低め。

### エデン
メイジ
超常現象を引き起こす魔術師。武器はメイス。チャプター4で解禁される。
様々な属性を備えた魔法や瞬間回復スキルを数多く習得できるが、行動をMANAに依存しやすい。
バニッシャー
巨大な槍と臼砲を組み合わせた「機甲槍」を扱う重装騎士。チャプター4で解禁される。
全職中トップのLIFEと物理火力・最低レベルの素早さと絵に描いたような重戦車型。一部の攻撃は専用の「火薬」を使用する為継戦力はやや低い分爆発力はかなり高い。

## 声の出演
キャラクターメイキングで選択可能な声優の一覧。太字は本作品からの新規起用声優。

### 男性
- 石川界人
- 石田彰
- 内山昂輝
- 逢坂良太
- 大塚明夫
- 岡本信彦
- 小野大輔
- 梶裕貴
- 神谷浩史
- 櫻井孝宏

- 島﨑信長
- 杉田智和
- 竹内良太
- 寺島拓篤
- 中井和哉
- 中村悠一
- 浪川大輔
- 藤原啓治
- 宮野真守
- 山下大輝

### 女性
- 伊藤かな恵
- 井上麻里奈
- 内田真礼
- 甲斐田裕子
- 加藤英美里
- 金元寿子
- 茅野愛衣
- 寿美菜子
- 佐藤利奈
- 斎賀みつき

- 沢城みゆき
- 瀬戸麻沙美
- 田村ゆかり
- 東山奈央
- 豊崎愛生
- 早見沙織
- 日笠陽子
- 堀江由衣
- 水樹奈々
- 悠木碧

## スタッフ
- プロデューサー：亙重郎
- ディレクター：川端真之
- キャラクターデザイン：三輪士郎
- モンスターデザイン：山本章史
- サウンドコンポーズ：古代祐三
- コンセプトデザイン：yocky
- インターフェースアート：岡野聡
- ストーリーボード：金重保貴

## 劇中歌

### 主題歌
「ChRøNiClESeVeN」　
歌：Annabel／作詞・作曲・編曲：sasakure.UK

### 挿入歌
東京テーマソング「Re：Vanishment」　
歌：Annabel／作詞・作曲・編曲：sasakure.UK
アトランティステーマソング 「サンクチュアリを謳って」　
歌：分島花音／作詞・作曲・編曲：sasakure.UK
エデンテーマソング「終撃のイグニト」　
歌：riya／作詞・作曲・編曲：sasakure.UK

## 関連商品

### 書籍
セブンスドラゴンIII code:VFD コンプリートガイド
発行：エンターブレイン 編集：週刊ファミ通編集部 ISBN 978-4047330870
セブンスドラゴンIII code:VFD VISUAL COLLECTION
発行：エンターブレイン 編集：週刊ファミ通編集部 ISBN 978-4047331303
セブンスドラゴンIII UE72 未完のユウマ
著：カルロ・ゼン 原作：セガゲームス イラスト：三輪士郎
発行：星海社　ISBN 978-4-06-139935-8
前日譚の小説オリジナルストーリー。

### CD
セブンスドラゴンIII code:VFD オリジナル・サウンドトラック&ソングス
レーベル：U/M/A/A ASIN B016YRZRBE

### フィギュア
フォーチュナー（ムルムル）
1/7スケール PVC塗装済み完成品 メーカー：コトブキヤ ASIN B01C3NMNWE
ルーンナイト（ウーリェ）
1/7スケール PVC塗装済み完成品 メーカー：ヴェルテクス ASIN B01EUY02MW
サムライ（ヤイバ）
1/7スケール PVC塗装済み完成品 メーカー：Max Factory ASIN B01MRZ26SF
ゴッドハンド（アオギリ）
1/7スケール PVC塗装済み完成品  メーカー：キューズQ ASIN B06XWTMMY6
ゴッドハンド（チエリ）
1/7スケール PVC塗装済み完成品  メーカー：キューズQ ASIN B073WZKX6L
メイジ（アゼリン）
1/7スケール PVC塗装済み完成品 メーカー：Max Factory ASIN B07CHH7P4N